# Onychognathus
Az Onychognathus  a madarak osztályának verébalakúak (Passeriformes) rendjébe és a seregélyfélék (Sturnidae) családjába tartozó nem.

## Rendszerezés
A nemhez az alábbi 11 faj tartozik:
- vékonycsőrű dalosseregély (Onychognathus tenuirostris)
- fakószárnyú dalosseregély (Onychognathus nabouroup)
- rőtszárnyú dalosseregély (Onychognathus morio)
- hegyi dalosseregély (Onychognathus neumanni)
- gesztenyebarnaszárnyú dalosseregély (Onychognathus fulgidus)
- Waller-dalosseregély (Onychognathus walleri)
- fuvolázó dalosseregély vagy jerikói dalosseregély  (Onychognathus tristramii)
- fehércsőrű dalosseregély (Onychognathus albirostris)
- sisakos dalosseregély (Onychognathus salvadorii)
- szomáliai dalosseregély (Onychognathus blythii)
- socotrai dalosseregély (Onychognathus frater)